# Огнівка

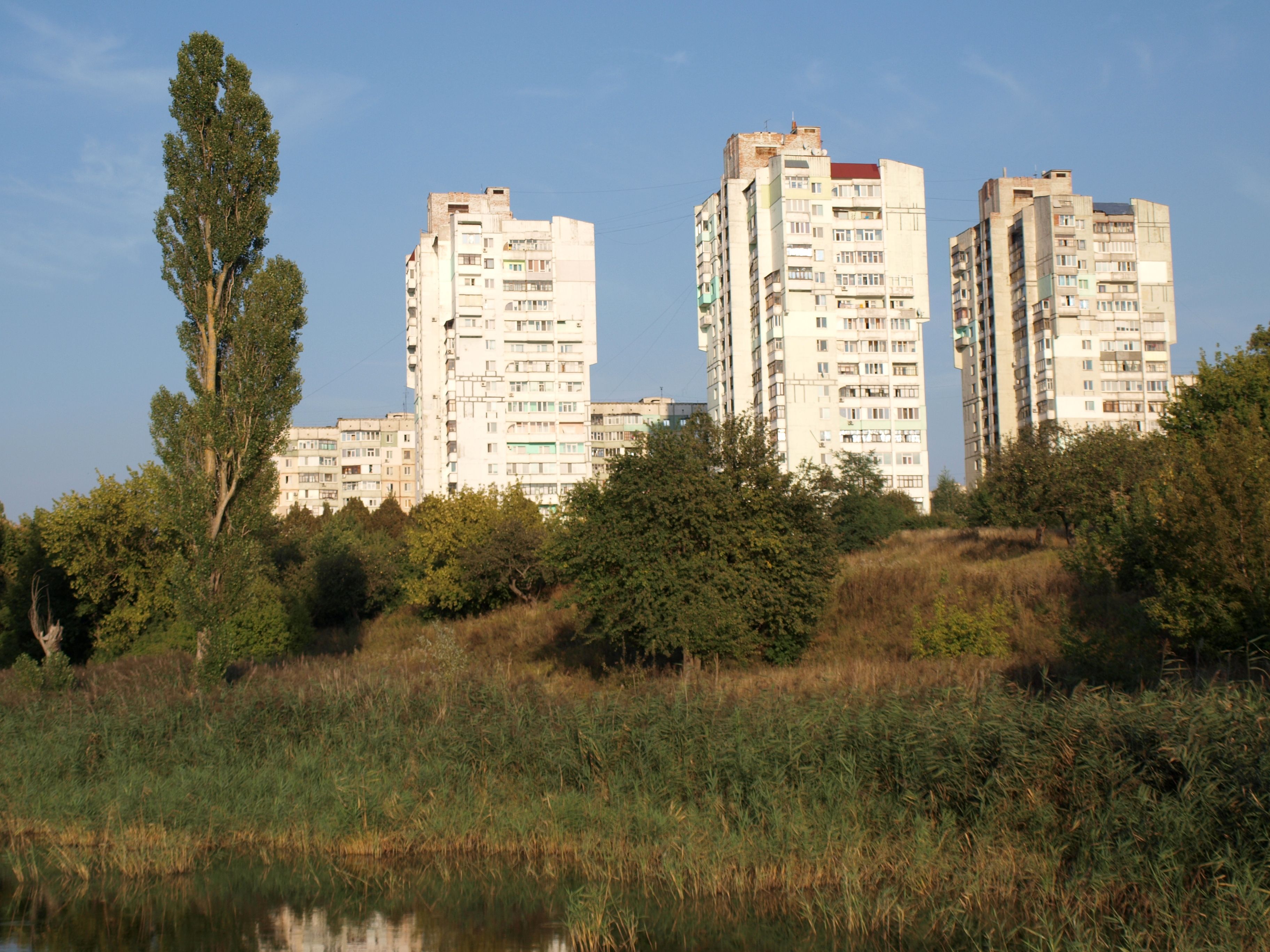
Вид на Огнівку з боку ставків

Огнівка — мікрорайон в Шевченківському районі Полтави. До 1917 року в цій місцевості був розташований хутір Огнівка, найменований на честь власників Огнєвих. Найпізніший з заселених «Садівських» масивів. Початково отримав назву «Сади-3», котра згодом стала менш розповсюджена. Початок будівництва мікрорайону — 90-і роки XX століття. Перший будинок (за адресою вул. Огнівська, 12) був заселений у 1994 році.